# فيلاتيليا (مجلة)
فيلاتيليا، وتعني الطوابع البريدية أو الطوابعية في الاتحاد السوفيتي SSSR.
وهي مجلة مركزية روسية لهواة جمع الطوابع. وقد ظهرت لأول مرة في عام 1966 كنشرة شهرية باسم Filateliya SSSR وأصدرتها وزارة الاتصالات في اتحاد الجمهوريات الاشتراكية السوفياتية. يتضمن محتوى المجلة تاريخ وتصميم الطوابع البريدية ومواضيع أخرى ذات صلة بالقرطاسية البريدية.

## التاريخ
تصدر نشرة "فيلاتيليا SSSR" شهريًا في موسكو منذ عام 1966.
كان جهازًا تابعًا لوزارة الاتصالات في اتحاد الجمهوريات الاشتراكية السوفياتية السوفياتية وجمعية عموم الاتحاد لهواة جمع الطوابع (بالروسية: Всесоюзное общество филатателиитистов). كانت المجلة التي سبقتها هي مجلة سوفيتسكي فيلاتيليست (الطوابع السوفيتية).
تضمنت النشرة (فيما بعد، المجلة) المعلومات التالية:
- إعلانات عن إصدارات طوابع البريد الجديدة.
- معلومات عن الأبحاث في تاريخ البريد والطوابع البريدية.
- معلومات عن جمع الطوابع البريدية.
- أخبار عن أنشطة جمعية هواة جمع الطوابع البريدية لعموم الاتحاد.
- أخبار عن منظمات هواة جمع الطوابع في الدول الاشتراكية الأخرى.
- قسم لهواة جمع الطوابع المبتدئين.

فازت المجلة مراراً بجوائز في المعارض الدولية لهواة جمع الطوابع. وبلغ توزيعها حوالي 100,000 نسخة (في عام 1977).
في عام 1991، وهو العام الأخير من وجود الاتحاد السوفيتي، طُبعت المجلة بتوزيع حوالي 44,000 نسخة. ومنذ ذلك الحين، نشرت المجلة تحت اسم جديد هو فيلاتيليا.

## روابط خارجية
- Budnik, D. (مايو 2004). "Brief marks of development of philately". Forum filatelia e francobolli: Immagini relative ai miei messaggi per il Forum filatelia e francobolli, pagina 67. CIFR — Centro Italiano Filatelia Resistenza. مؤرشف من الأصل في 2015-05-26. اطلع عليه بتاريخ 2015-05-26.